# Вахтель, Вильгельм
Вильгельм Вахтель (пол. Wilhelm Wachtel, 12 августа 1875 в Львове — 30 декабря 1942 в США) — еврейско-польский художник, график, иллюстратор, представитель реализма.

## Биография
Родился и жил в Львове. Учился в краковской Школе художественных искусств под руководством Леона Вычулковского и Леопольда Лёффлера, а затем — в Академии художественных искусств в Мюнхене у Николауса Гюзиса (Nikolaus Gysis). Часто путешествовал в Вену, Париж, Палестину, где поселился в 1936 г. После начала Второй мировой войны эмигрировал в США.
Рисовал маслом и пастелью, занимался графикой, создавал прежде всего жанровые сцены на еврейскую тематику. В частности, по возвращении из путешествия в Британскую Палестину в 1922 г. он выполнил цикл картин, изображающих сложную жизнь еврейских поселенцев. Также создавал лирические портреты, композиции на библейскую тематику, иллюстрировал книги. Многие из его картин выставляли, а в 1935 году провёл индивидуальную выставку в варшавской галерее Zachęta, на который показал около 50 работ.
Трагически погиб в автомобильной аварии в США. Большинство работ Вахтеля погибли во время Второй мировой войны.